# Proasellus cantabricus
Proasellus cantabricus är en kräftdjursart som beskrevs av Henry och Guy Magniez1968. Proasellus cantabricus ingår i släktet Proasellus och familjen sötvattensgråsuggor. Inga underarter finns listade i Catalogue of Life.